# Melodifestivalen 2016

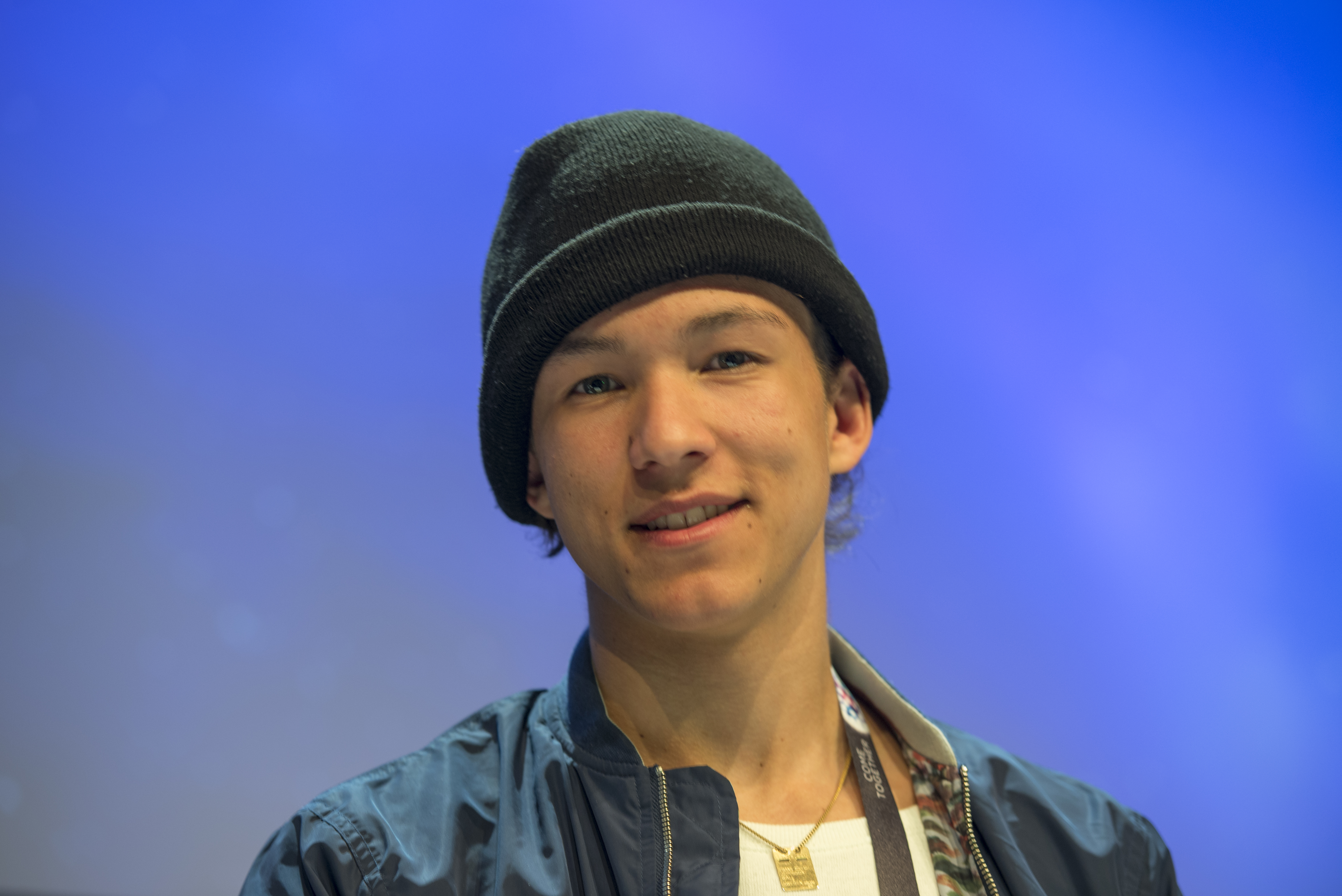
Frans blev vinnare i Melodifestivalen 2016 och fick representera Sverige i Eurovision Song Contest.

Melodifestivalen 2016 var den 56:e upplagan av musiktävlingen Melodifestivalen och samtidigt Sveriges uttagning till Eurovision Song Contest 2016.
Finalen ägde rum i Friends Arena den 12 mars 2016, där bidraget If I Were Sorry, framfört av artisten Frans, vann efter att ha fått flest tittarröster, dock endast näst flest juryröster. Detta år var det femtonde året i rad som tävlingen utgjordes av en turné runt om i Sverige som omfattade fyra deltävlingar och ett uppsamlingsheat innan finalen. Totalt tävlade 27 bidrag (ett bidrag diskvalificerades inför tävlan och ersattes ej) och dessa bidrag valdes till hälften av en urvalsjury efter en nationell antagning och till hälften av SVT själva. Ett bidrag gick till en av finalisterna i finalen av Svensktoppen nästa 2015. Den tidigare jokertävlingen Allmänhetens tävling togs bort, då SVT istället gav cirka fem bidrag från den antagningen möjlighet att gå via urvalsjuryns slutomröstning.
If I Were Sorry representerade Sverige i ESC 2016, som denna gång ägde rum i Globen i Stockholm den 10, 12 och 14 maj 2016. I finalen hamnade bidraget på femte plats.
I samband med detta års upplaga av Melodifestivalen drev SVT även en Youtubekanal med backstagematerial, kallad "Melodifestivalen – All Access".

## Tävlingsupplägg
För femtonde året i rad genomfördes Melodifestivalen med deltävlingar på olika håll i Sverige innan en final arrangeras. I deltävlingarna, som det här året arrangerades i Göteborg, Malmö, Norrköping och Gävle, tävlade totalt 27 bidrag. Från varje deltävling röstade tittarna vidare två bidrag till finalen samt två bidrag till uppsamlingsheatet Andra chansen. Från detta uppsamlingsheat kom ytterligare fyra bidrag att röstas vidare till finalen. Därmed innehöll finalen totalt 12 bidrag. 
Christer Björkman var programmets exekutiva producent och Anette Helenius var projektledare. Helenius ersatte föregående års projektledare Maria Ilstedt samt även projektchef Christel Tholse Willers.

### Bidragsuttagningen
Tävlingsbidragen till årets tävling valdes ut genom tre kvoter:
- 14 bidrag valdes ut av en urvalsjury efter nationellt inskickade av bidrag (samt eventuellt även från Allmänhetens tävling).
- 13 bidrag valde Sveriges Television själva ut, genom specialinbjudningar till artister och låtskrivare.
- 1 bidrag kom från en utvald artist från finalen av tävlingen Svensktoppen Nästa 2015.

Första kvoten avgjordes under september 2015, då en antagning för låtskrivare och artister öppnades för att skicka in tävlingsbidrag via Melodifestivalens hemsida. Efter att antagningen hade avslutas hade 2 450 bidrag inkommit, vilket var en ökning med 273 bidrag jämfört med året innan. Av de inkomna bidragen hade 1 982 skickats till Ordinarie tävling och 468 till Allmänhetens tävling. Sveriges Television tog därefter vid med att gallra fram ett mindre antal bidrag av de inskickade som skickades vidare till en urvalsjury. Denna jury fick sedan i uppgift att välja ut 14 bidrag till tävlingen, vilket skedde genom att den mindre mängden bidrag gallrades ned till 100 stycken innan juryn slutligen gjorde sitt val. Till juryns sista runda lades fem bidrag till, vilka kom från Allmänhetens tävling.
När juryarbetet var över tog Sveriges Television vid och bjöd in artister och låtskrivare till tävlingen. Dessa kompletterades sedan med artister till bidragen som urvalsjuryn valt ut och slutligen presenterades hela startfältet vid en gemensam presskonferens den 30 november 2015. Tävlingsbidraget "Himmel för två", som skulle ha framförts av Anna Book, diskvalificerades två dagar före tävlingen började på grund av att det hade varit publicerat offentligt sedan år 2014, vilket bryter mot tävlingens regler. Låten ersattes aldrig och detta främst på grund av tidsbrist.

#### Regelverk[16]
För att få skicka in bidrag till tävlingen behövde man vara folkbokförd i Sverige (senast den 1 september 2015) eller samarbeta med minst en svensk medborgare. Endast SVT-anställda (och dess närmaste anhöriga) förbjöds att skicka in tävlingsbidrag. De krav som SVT ställde på bidragen var att endast nyskrivna låtar som aldrig tidigare har offentliggjorts fick skickas in, och låtarna skulle vara mellan 2 och 3 minuter långa. Språkvalet var fritt, men Sveriges Television satte upp en gräns att omkring 10 av 28 uttagna tävlingsbidrag skulle framföras på svenska (siffran landade på totalt 11 stycken). För att vara tävlande artist skulle man vara minst 16 år fyllda senast i maj 2016. Varje framförande fick ha max 8 personer på scenen, förinspelad körsång var tillåten (dock att all huvudsång skulle göras live), och varje nummer fick ha med ett liveinstrument på scenen. Sveriges Television har däremot ställt kravet att om vinnarlåten innehåller hela eller delar av de tre sistnämnda sakerna så måste låten kunna arrangeras om till Eurovision Song Contest utan att förändra låten från ursprungsversion. Detta för att Europeiska radio- och TV-unionen förbjuder fler än 6 personer på scenen (per nummer), förinspelad körsång och liveinstrument på scenen i regelverket för ESC. 
Sveriges Television hade även detta år som målsättning att minst halva startfältet skulle bestå av bidrag skrivna/komponerade av kvinnliga låtskrivare alternativt i kombination kvinnliga och manliga låtskrivare.

### Återkommande artister till startfälten
Nedan listas namnen på de artister som tävlat tidigare år i festivalen och som återkom i tävlan det här året. 
| Artist                                                       | Tidigare år (med placering) (Melodifestivalen)                                                                                 | Tidigare år (med placering) (ESC) |
| ------------------------------------------------------------ | --- | --------------------------------- |
| Ace Wilder                                                   | 2014 (2:a DF, 2:a final) | —                                 |
| After Dark                                                   | 2004 (2:a DF, 3:a final), 2007 (5:a DF)                                                                                        | —                                 |
| David Lindgren                                               | 2012 (1:a DF, 4:a final), 2013 (2:a DF, 8:a final)                                                                             | —                                 |
| Dolly Style                                                  | 2015 (3:a DF, 6:a AC) | —                                 |
| Isa                                                          | 2015 (2:a DF, 7:a final) | —                                 |
| Linda Bengtzing                                              | 2005 (3:a DF, 2:a AC, 10:a final), 2006 (2:a DF, 7:a final), 2008 (2:a DF, 5:a final), 2011 (1:a DF, 7:a final), 2014 (5:a DF) | —                                 |
| Martin Stenmarck                                             | 2005 (1:a DF, 1:a final), 2014 (3:a DF, 3:a AC)                                                                                | 2005 (19:e)                       |
| Mattias Andréasson Tävlade med Albin                         | 2009 (1:a DF, 3:a final), 2012 (5:a DF)                                                                                        | —                                 |
| Molly Pettersson Hammar                                      | 2015 (6:a DF) | —                                 |
| Molly Sandén                                                 | 2009 (2:a DF, 11:a final), 2012 (1:a DF, 5:a final)                                                                            | —                                 |
| Oscar Zia                                                    | 2013 (4:a DF, 4:a AC), 2014 (1:a DF, 8:a final)                                                                                | —                                 |
| Panetoz                                                      | 2014 (2:a DF, 9:a final) | —                                 |
| Patrik Isaksson Tävlade med Tommy Nilsson & Uno Svenningsson | 2006 (3:a DF, 3:a AC), 2008 (5:a DF)                                                                                           | —                                 |
| Pernilla Andersson                                           | 2011 (4:a DF, 3:a AC) | —                                 |
| Samir & Viktor                                               | 2015 (3:a DF, 1:a AC, 8:a final)                                                                                               | —                                 |
| Swingfly Tävlade med Helena Gutarra                          | 2011 (2:a DF, 5:a final) | —                                 |
| Tommy Nilsson Tävlade med Patrik Isaksson & Uno Svenningsson | 1989 (1:a), 2007 (2:a DF, 10:a final)                                                                                          | 1989 (4:a)                        |
| Uno Svenningsson Tävlade med Tommy Nilsson & Patrik Isaksson | 2007 (4:a DF, 7:a AC) | —                                 |

1. ↑  2007 tävlade endast Christer Lindarw för After Dark, till skillnad mot 2004 då även Lasse Flinckman deltog.
2. ↑  2009 tävlade Mattias Andréasson som en del av gruppen E.M.D (med Erik Segerstedt och Danny Saucedo).
3. ↑  Molly Sandén har aldrig tävlat i ESC, men däremot representerade hon Sverige i Junior Eurovision Song Contest 2006 där hon hamnade på tredje plats, vilket är Sveriges dittills högsta placering i Juniortävlingen.
4. ↑  2013 deltog Oscar Zia som featuring-artist till Behrang Miris bidrag. Zia krediterades dock inte (i bild) för sin medverkan.
5. ↑  2008 tävlade Patrik Isaksson med sitt band som då gick under artistnamnet Patrik Isaksson & Bandet.
6. ↑  2007 tävlade Uno Svenningsson tillsammans med Irma Schultz Keller under duonamnet Uno & Irma.

- Krista Siegfrids, som tävlade för Finland i Eurovision Song Contest 2013, där hon slutade på 24:e plats i finalen, deltog i Melodifestivalen det här året.

### Programledarna
På en presskonferens den 17 november 2015 presenterades Gina Dirawi som fast programledare för alla Melodifestivalens sändningar 2016. Dirawi blir därmed den första kvinnan att programleda Melodifestivalen tre år. Varje vecka, utom under den andra veckan, finns en (eller två) bisittare i form av Petra Mede (deltävling 1), Henrik Schyffert (deltävling 3), Sarah Dawn Finer (deltävling 4), Ola Salo & Peter Jöback (Andra chansen) och William Spetz (finalen). Ursprungligen skulle även Charlotte Perrelli ha medverkat som programledare i deltävling 2, men en vecka innan detta skulle ha ägt rum ändrades hennes roll till att enbart vara en artistisk roll, dvs. hon medverkade i programmet som gästartist istället för som programledare.

### Övriga händelser

#### Röstningen
Likt tidigare år fanns det två telefon- och SMS-nummer att välja bland. Det ena telefon/SMS-numret kostade 3,60 kronor att ringa/skicka SMS till och det avgav bara en röst, medan det andra telefon/SMS-numret som kostade 9,90 kronor att ringa/skicka SMS till varav 8,50 kronor per samtal/SMS gick oavkortat till Radiohjälpen. Det gick att ringa och skicka SMS till respektive telefon/SMS-nummer max 20 gånger per sändningstillfälle. Applikationsrösterna var gratis och kunde användas upp till fem gånger per bidrag. Detta år var det även möjligt att hjärtrösta på alla bidragen även när bidraget inte framfördes live i tv-rutan.

#### Scenen
Det här året satt scenen och Green room ihop istället för att vara separerade från varandra. Själva scenen var delad i två delar där en del hade LED-ytor för rörligt innehåll och den andra delen byggde på ljuseffekter. I deltävlingarna och Andra chansen befann sig Green room på en fyra meter hög ställning som sammankopplades med scenen med en trappa. I finalen var dock Green room flyttat till en platta mitt i arenan. Scenografin skapades av scenograferna Viktor Brattström och Frida Arvidsson, vilka skapade ESC-scenen 2016.

#### Urvalsjuryn
Den jury som valde ut halva startfältet i årets tävling bestod av totalt 17 personer: 10 män och 7 kvinnor i åldrarna 18-64 år. Juryns medelålder var 34 år. Juryn representerades till hälften av personer som arbetar inom eller med musikbranschen (yrken som dansare, artistansvarig, musikredaktör och program/musikchef) och till hälften av intressenter av tävlingen (med yrken som ingenjör/bloggare, lärare, konsult och studerande). Likt föregående år satt MTG Radios musikchef Robert Sehlberg samt SBS Radios programchef Rickard Keilor med i juryn.

#### Anna Books diskvalificering från tävlingen
Den 4 februari 2016 höll programmets exekutiva producent Christer Björkman en presskonferens där han meddelade att Sveriges Television hade tvingats diskvalificera Anna Books bidrag Himmel för två då detta bidrag redan hade publicerats på en publik plattform två år tidigare. Därmed bröt låten mot såväl Sveriges Televisions melodifestivalsregelverk som den Europeiska radio- och TV-unionens regelverk för Eurovision Song Contest. Det finns nämligen en paragraf i dessa regelverk som talar om att låtar som ska tävla måste vara nyskrivna och aldrig tidigare publicerade före den 1 september året innan, i det här fallet år 2015.
Under presskonferensen sade Christer Björkman att Sveriges Television hade som ambition att Anna Book skulle kunna medverka som gästartist och att en förfrågan hade skickats till artisten. Dagen därpå meddelade Anna Book att hon hade accepterat denna förfrågan. Hon framförde därefter låten som en mellanakt i första deltävlingen i Göteborg.

## Datum och händelser

### Melodifestivalens turnéplan 2016[14]
- Lördag 6 februari 2016 – Deltävling 1, Scandinavium, Göteborg
- Lördag 13 februari 2016 – Deltävling 2, Malmö Arena, Malmö
- Lördag 20 februari 2016 – Deltävling 3, Himmelstalundshallen, Norrköping
- Lördag 27 februari 2016 – Deltävling 4, Gavlerinken Arena, Gävle
- Lördag 5 mars 2016 – Andra chansen, Halmstad Arena, Halmstad
- Lördag 12 mars 2016 – Final, Friends Arena, Solna

### Inför Melodifestivalen
- Den 15 mars 2015 meddelade Sveriges Television att arbetet med 2016 års tävling var igång.[9]
- Den 17 mars 2015 presenterade Sveriges Radio de nya reglerna för vilken artist som sedan blir joker i det här årets Melodifestival.[8]
- Den 23 maj 2015 vann Sverige Eurovision Song Contest och blev därmed värdland för 2016 års tävling.[10]
- Den 26 juni 2015 presenterade Sveriges Television regelverket för årets tävling.[16]
- Den 1 september 2015 kl. 09:00 öppnade ansökningen till Melodifestivalen 2016.[23]
- Den 6 september 2015 avgjordes finalen av Svensktoppen Nästa; gruppen Smajl blev därmed erbjuden en jokerplats i det här årets Melodifestival.[24]
- Den 15 september 2015 meddelade Sveriges Television vilka städer som Melodifestivalen 2016 ska besöka.[14]
- Den 15 september 2015 presenterades även Anette Helenius som ny projektledare för programmet.[15]
- Den 16 september 2015 kl. 08:59 stängde ansökandet till Melodifestivalen 2016.[23] Totalt inkom 2 450 bidrag.[17]
- Den 27 oktober 2015 presenterade Sveriges Television Melodifestivalens nya logotyp.[25]
- Den 29 oktober 2015 kl. 09:00 släpptes biljetterna till Melodifestivalen 2016.[26]
- Den 17 november 2015 presenterades programledarna för Melodifestivalen 2016.[18]
- Den 30 november 2015 presenterade Sveriges Television de 28 tävlande artisterna med tillhörande bidrag.[27][28]
- Den 26 december 2015 sändes en krönika om Melodifestivalen 2015 och om förberedelserna inför 2016 års tävling.[29]
- Den 12 januari 2016 presenterade Sveriges Television startordningen för deltävlingarna.[30]
- Den 14 januari 2016 meddelade Sveriges Television namnen på de personer som suttit med i urvalsjuryn.[21]
- Den 22 januari 2016 presenterade Sveriges Television hur scenen ska se ut och hur Green room ska stå i förhållande till scenen.[20]
- Den 26 januari 2016 meddelade Sveriges Television att tittarna även i år kommer att kunna använda Melodifestivalens applikation för att rösta i tävlingen.[19]
- Den 3 februari 2016 meddelade Sveriges Television att Charlotte Perrellis programledarroll i den andra deltävlingen utgår och att Perrelli istället ska medverka som gästartist i det programmet.[6]
- Den 4 februari 2016 meddelade Sveriges Television att Anna Books bidrag "Himmel för två" blivit diskvalificerat.[1]
- Den 5 februari 2016 meddelade Sveriges Television att det diskvalificerade bidraget kommer att framföras i tävlingen, men utom tävlan.[4]
- Den 6 februari 2016 presenterades röstningsreglerna för tävlingen.[31]

## Deltävlingarna
Likt tidigare år inleddes Melodifestivalen med fyra grundomgångar, så kallade deltävlingar. Från dessa program kvalificerade sig totalt åtta bidrag direkt till finalen samt gick ytterligare åtta bidrag vidare till uppsamlingsheatet Andra chansen. Resterande bidrag slogs ut från tävlan. Varje deltävling bestod av sju tävlingsbidrag (undantaget första deltävling som på grund av en diskvalificering enbart hade sex stycken tävlingsbidrag).
Deltävlingarna avgjordes enbart genom tittarnas telefon-, SMS- och mobilapplikationsröster (så kallade hjärtröster), och detta skedde genom två röstningsomgångar. Först framfördes bidragen live samtidigt som tittarna kunde rösta på sina favoriter. Efter att alla bidragen hade framförts hölls en snabbgenomgång och därefter stängde slussarna tillfälligt. De fem bidragen som vid tillfället hade fått flest röster gick vidare till en andra röstningsomgång, medan övriga bidrag åkte ut direkt. De bidrag som gick vidare i tävlingen behöll sina tidigare röster till andra omgången.  Därefter öppnades röstningsslussarna på nytt och en ny snabbgenomgång, denna gång med något längre klipp av de fem bidragen, visades. En stund efter att denna snabbrepris hade visats avslutades andra röstningsomgången. Nu adderades resultatet för bägge röstningsomgångarna och de två bidragen som hade fått flest antalet totalröster tog sig omgående till finalen, medan bidragen som fått tredje respektive fjärde flest röster gick till Andra chansen. Bidraget på femte plats fick lämna tävlingen.
De tävlande till respektive deltävling presenterades vid en gemensam presskonferens den 30 november 2015. Inför denna presskonferens var det endast känt att musikgruppen Smilo (tidigare Smajling Swedes) hade fått en plats i tävlingen, och detta efter att de blev utvalda från finalen av Svensktoppen nästa 2015. Vid tillfället presenterades de tävlande i bokstavsordning efter bidragstitel. Först den 12 januari meddelades startordningen.

### Deltävling 1: Göteborg
Deltävlingen sändes från Scandinavium i Göteborg den 6 februari 2016. Gina Dirawi och Petra Mede var programledare för sändningen.
Bidragen presenteras enligt startordningen.
Anna Book skulle ursprungligen skulle ha tävlat med bidraget "Himmel för två". Bidraget diskvalificerades dock två dagar innan sändningen ägde rum efter att det framkom att låten hade varit publicerad på en publik plattform före den 1 september 2015, vilket bröt mot tävlingens regler. Anna Book kom dock att framträda med låten i programmet, men utom tävlan.
| Nr | Artist             | Låt                 | Text (t) & Musik (m)                                                     | Röster Omgång 1 | Röster Omgång 2 | Total- röster | Plac. | Anmärkning      |
| -- | ------------------ | ------------------- | ------------------------------------------------------------------------ | --------------- | --------------- | ------------- | ----- | --------------- |
| 1  | Samir & Viktor     | Bada nakna          | Fredrik Kempe, David Kreuger, Anderz Wrethov                             | 752 944         | 77 908          | 830 852       | 3     | Andra chansen   |
| 2  | Pernilla Andersson | Mitt guld           | Pernilla Andersson, Fredrik Rönnqvist                                    | 258 740         | —               | 258 740       | 6     | Utslagen        |
| 3  | Mimi Werner        | Ain't No Good       | Mimi Werner, Göran Werner, Marcus Svedin, Jason Saenz                    | 617 265         | 67 180          | 684 445       | 5     | Utslagen        |
| 4  | Albin & Mattias    | Rik                 | Albin Johnsén, Mattias Andréasson                                        | 725 693         | 61 166          | 786 859       | 4     | Andra chansen   |
| 5  | Anna Book          | Himmel för två      | Sven-Inge Sjöberg, Lennart Wastesson, Larry Forsberg, Camilla Läckberg   | —               | —               | —             | —     | Diskvalificerad |
| 6  | Robin Bengtsson    | Constellation Prize | Bobby Ljunggren, Henrik Wikström, Mark Hole, Martin Eriksson             | 836 672         | 112 863         | 949 535       | 1     | Till final      |
| 7  | Ace Wilder         | Don't Worry         | Joy Deb, Linnea Deb, Anton Hård af Segerstad, Ace Wilder, Behshad Ashnai | 772 879         | 99 797          | 872 676       | 2     | Till final      |

- Telefon-, SMS- och applikationsröster: 4 389 687 röster (nytt rekord för en deltävling/final).[32]
- Till Radiohjälpen: 477 689 kronor.[32]
- TV-tittare: 3 279 000 tittare.[33]

### Deltävling 2: Malmö
Deltävlingen sändes från Malmö Arena i Malmö den 13 februari 2016. Gina Dirawi var programledare för sändningen.
Bidragen presenteras enligt startordningen.
Charlotte Perrelli skulle ursprungligen ha medverkat som programledare, men framträdde nu som gästartist istället.
| Nr | Artist                  | Låt                   | Text (t) & Musik (m)                                                                | Röster Omgång 1 | Röster Omgång 2 | Total- röster | Plac. | Anmärkning    |
| -- | ----------------------- | --------------------- | ----------------------------------------------------------------------------------- | --------------- | --------------- | ------------- | ----- | ------------- |
| 1  | David Lindgren          | We Are Your Tomorrow  | Anderz Wrethov, Sharon Vaughn, Gustav Efraimsson                                    | 807 520         | 64 752          | 872 272       | 2     | Till final    |
| 2  | Victor och Natten       | 100%                  | Dag Lundberg, Melker, Jesper Lundh                                                  | 427 891         | —               | 427 891       | 6     | Utslagen      |
| 3  | Molly Pettersson Hammar | Hunger                | Joy Deb, Linnea Deb, Lisa Desmond, Anton Hård af Segerstad, Molly Pettersson Hammar | 657 452         | 46 011          | 703 463       | 4     | Andra chansen |
| 4  | Isa                     | I Will Wait           | Anton Hård af Segerstad, Joy Deb, Linnea Deb, Nikki Flores                          | 786 203         | 63 939          | 850 142       | 3     | Andra chansen |
| 5  | Krista Siegfrids        | Faller                | Krista Siegfrids, Gabriel Alares, Magnus Wallin, Gustaf Svenungsson                 | 452 301         | 36 341          | 488 642       | 5     | Utslagen      |
| 6  | Patrik, Tommy & Uno     | Håll mitt hjärta hårt | Patrik Isaksson, Tommy Nilsson, Uno Svenningsson                                    | 371 290         | —               | 371 290       | 7     | Utslagen      |
| 7  | Wiktoria                | Save Me               | Jens Siverstedt, Jonas Wallin, Lauren Dyson                                         | 832 355         | 91 648          | 924 003       | 1     | Till final    |

- Telefon-, SMS- och applikationsröster: 4 647 934 röster (nytt rekord för en deltävling/final).[34]
- Till Radiohjälpen: 487 371 kronor.[34]
- TV-tittare: 3 167 000 tittare.[33]

### Deltävling 3: Norrköping
Deltävlingen sändes från Himmelstalundshallen i Norrköping den 20 februari 2016. Gina Dirawi och Henrik Schyffert var programledare för sändningen.
Bidragen presenteras enligt startordningen.
| Nr | Artist                        | Låt                    | Text (t) & Musik (m)                                                                                     | Röster Omgång 1 | Röster Omgång 2 | Total- röster | Plac. | Anmärkning      |
| -- | ----------------------------- | ---------------------- | --- | --------------- | --------------- | ------------- | ----- | --------------- |
| 1  | SaRaha                        | Kizunguzungu           | Anderz Wrethov, Sara "SaRaha" Larsson, Arash Labaf                                                       | 506 273         | 66 361          | 572 634       | 4     | Andra chansen   |
| 2  | Swingfly feat. Helena Gutarra | You Carved Your Name   | Joakim Åhlund, Andreas Kleerup                                                                           | 411 040         | —               | 411 040       | 6     | Utslagen        |
| 3  | Smilo                         | Weight of the World    | Arvid Ångström, Dennis Babic, Oscar Berglund Juhola, Anton Göransson, Robin Danielsson                   | 524 216         | 37 007          | 561 223       | 5     | Joker, Utslagen |
| 4  | After Dark                    | Kom ut som en stjärna  | Sven-Inge Sjöberg, Lennart Wastesson, Larry Forsberg, Lina Eriksson, Kent "Sippan" Olsson, Calle Kindbom | 355 959         | —               | 355 959       | 7     | Utslagen        |
| 5  | Lisa Ajax                     | My Heart Wants Me Dead | Linnea Deb, Joy Deb, Anton Hård af Segerstad, Nikki Flores, Sara Forsberg                                | 880 118         | 68 760          | 948 878       | 1     | Till final      |
| 6  | Boris René                    | Put Your Love On Me    | Boris René, Tobias Lundgren, Tim Larsson                                                                 | 598 521         | 57 891          | 656 412       | 3     | Andra chansen   |
| 7  | Oscar Zia                     | Human                  | Oscar Zia, Victor Thell, Maria Smith                                                                     | 791 989         | 78 463          | 870 452       | 2     | Till final      |

- Telefon-, SMS- och applikationsröster: 4 389 051 röster.[35]
- Till Radiohjälpen: 425 474 kronor.[35]
- TV-tittare: 3 241 000 tittare.[33]

### Deltävling 4: Gävle
Deltävlingen sändes från Gavlerinken Arena i Gävle den 27 februari 2016. Gina Dirawi och Sarah Dawn Finer var programledare för sändningen.
Bidragen presenteras enligt startordningen.
| Nr | Artist           | Låt                 | Text (t) & Musik (m)                                                                                 | Röster Omgång 1 | Röster Omgång 2 | Total- röster | Plac. | Anmärkning    |
| -- | ---------------- | ------------------- | --- | --------------- | --------------- | ------------- | ----- | ------------- |
| 1  | Eclipse          | Runaways            | Erik Mårtensson                                                                                      | 462 162         | 54 294          | 516 456       | 5     | Utslagen      |
| 2  | Dolly Style      | Rollercoaster       | Thomas G:son, Peter Boström, Alexandra Salomonsson                                                   | 563 559         | 33 537          | 597 096       | 4     | Andra chansen |
| 3  | Martin Stenmarck | Du tar mig tillbaks | David Stenmarck                                                                                      | 345 313         | —               | 345 313       | 6     | Utslagen      |
| 4  | Linda Bengtzing  | Killer Girl         | Mathias Kallenberger, Andréas Berlin, Linda Bengtzing, Dag Öhrlund                                   | 330 615         | —               | 330 615       | 7     | Utslagen      |
| 5  | Frans            | If I Were Sorry     | Oscar Fogelström, Michael Saxell, Fredrik Andersson, Frans Jeppsson Wall                             | 870 725         | 147 443         | 1 018 168     | 1     | Till final    |
| 6  | Panetoz          | Håll om mig hårt    | Jimmy Jansson, Karl-Ola Kjellholm, Jakke Erixson, Pa Modou Badjie, Njol Ismail Badjie, Nebeyu Baheru | 766 466         | 67 694          | 834 160       | 3     | Andra chansen |
| 7  | Molly Sandén     | Youniverse          | Molly Sandén, Danny Saucedo, John Alexis                                                             | 852 284         | 85 091          | 937 375       | 2     | Till final    |

- Telefon-, SMS- och applikationsröster: 4 592 313 röster.[36]
- Till Radiohjälpen: 628 870 kronor.[36]
- TV-tittare: 3 079 000 tittare.[33]

## Andra chansen: Halmstad
Andra chansen sändes från Halmstad Arena i Halmstad den 5 mars. Gina Dirawi, Ola Salo och Peter Jöback var programledare för sändningen.
Momentet innebar att de åtta bidrag som i deltävlingarna placerade sig på tredje respektive fjärde plats i deltävlingarna tävlade om fyra platser i finalen. I likhet med de senaste årens tävlingar tog momentet plats i en arena lördagen mellan fjärde deltävlingen och finalen, och bidragen framfördes live istället för att visa bandade inslag. Till skillnad mot deltävlingarna möttes bidragen denna gång i dueller, där vinnaren i varje duell gick direkt till finalen. Sveriges Television har utifrån vilka bidrag som tog sig vidare till momentet beslutat vilka av dessa bidrag som ska möta varandra i duellerna. Tittarna hade all makt att rösta fram vinnarna och detta skedde genom telefon-, SMS- och applikationsröstning.
När varje duell startade tävlade bidragen antingen med startnummer 1 eller startnummer 2 och hade tilldelade telefonnummer som syntes hela tiden i bild så länge duellen pågick. Efter att bägge bidragen i duellen hade framförts genomfördes en snabbrepris varpå telefonslussarna avslutades. Först efter att alla duellerna var avslutade redovisades resultaten.

### Startfältet
Här nedan redovisas de bidrag som tog sig vidare till Andra chansen (vilka i första hand står efter deltävlingsordningen och i andra hand i bokstavsordning efter bidragstitel). Utifrån detta hade sedan Sveriges Television själv avgjort vilka av dessa bidrag som skulle mötas i respektive duell.
| Artist                  | Låt                 | Text (t) & Musik (m)                                                                          | Duell |
| ----------------------- | ------------------- | --------------------------------------------------------------------------------------------- | ----- |
| Albin & Mattias         | Rik                 | Albin Johnsén, Mattias Andréasson                                                             | 2     |
| Samir & Viktor          | Bada nakna          | Fredrik Kempe, David Kreuger, Anderz Wrethov                                                  | 4     |
| Isa                     | I Will Wait         | Anton Hård af Segerstad, Joy Deb, Linnea Deb, Nikki Flores                                    | 3     |
| Molly Pettersson Hammar | Hunger              | Joy Deb, Linnea Deb, Lisa Desmond, Anton Hård af Segerstad, Molly Pettersson Hammar           | 1     |
| SaRaha                  | Kizunguzungu        | Anderz Wrethov, Sara "SaRaha" Larsson, Arash Labaf                                            | 3     |
| Boris René              | Put Your Love On Me | Boris René, Tobias Lundgren, Tim Larsson                                                      | 2     |
| Dolly Style             | Rollercoaster       | Thomas G:son, Peter Boström, Alexandra Salomonsson                                            | 4     |
| Panetoz                 | Håll om mig hårt    | Jimmy Jansson, Karl-Ola Kjellholm, Jakke Erixson, Pa Modou Badjie, Njol Badjie, Nebeyu Baheru | 1     |

#### Dueller
|  | Dueller    | Dueller                        | Dueller                        |            |                           | Till final               | Till final | Till final |  |
|  |            |                                |                                |            |                           |                          |            |            |  |
|  |            |                                |                                |            |                           |                          |            |            |  |
|  | Deltävl. 4 | Håll om mig hårt Panetoz       | 965 823                        |            |                           |                          |            |            |  |
|  | Deltävl. 4 | Håll om mig hårt Panetoz       | 965 823                        |            |                           |                          |            |            |  |
|  | Deltävl. 2 | Hunger Molly Pettersson Hammar | 503 953                        |            |                           |                          |            |            |  |
|  | Deltävl. 2 | Hunger Molly Pettersson Hammar | 503 953                        |            | Deltävl. 4                | Håll om mig hårt Panetoz | Till final |            |  |
|  |            |                                |                                |            | Deltävl. 4                | Håll om mig hårt Panetoz | Till final |            |  |
|  |            | Deltävl. 3                     | Put Your Love on Me Boris René | Till final |                           |                          |            |            |  |
|  | Deltävl. 1 | Deltävl. 3                     | Put Your Love on Me Boris René | Till final | Rik Albin & Mattias       | 735 852                  |            |            |  |
|  | Deltävl. 1 |                                |                                |            | Rik Albin & Mattias       | 735 852                  |            |            |  |
|  | Deltävl. 3 | Put Your Love on Me Boris René | 836 686                        |            |                           |                          |            |            |  |
|  | Deltävl. 3 | Put Your Love on Me Boris René | 836 686                        |            |                           |                          |            |            |  |
|  |            |                                |                                |            |                           |                          |            |            |  |
|  |            |                                |                                |            |                           |                          |            |            |  |
|  | Deltävl. 2 | I Will Wait Isa                | 763 862                        |            |                           |                          |            |            |  |
|  | Deltävl. 2 | I Will Wait Isa                | 763 862                        |            |                           |                          |            |            |  |
|  | Deltävl. 3 | Kizunguzungu SaRaha            | 775 093                        |            |                           |                          |            |            |  |
|  | Deltävl. 3 | Kizunguzungu SaRaha            | 775 093                        |            | Deltävl. 3                | Kizunguzungu SaRaha      | Till final |            |  |
|  |            |                                |                                |            | Deltävl. 3                | Kizunguzungu SaRaha      | Till final |            |  |
|  |            | Deltävl. 1                     | Bada nakna Samir & Viktor      | Till final |                           |                          |            |            |  |
|  | Deltävl. 4 | Deltävl. 1                     | Bada nakna Samir & Viktor      | Till final | Rollercoaster Dolly Style | 571 216                  |            |            |  |
|  | Deltävl. 4 |                                |                                |            | Rollercoaster Dolly Style | 571 216                  |            |            |  |
|  | Deltävl. 1 | Bada nakna Samir & Viktor      | 907 432                        |            |                           |                          |            |            |  |

### Siffror
- Telefon-, SMS- och applikationsröster: 6 059 917 röster (nytt rekord för en deltävling/final).[38]
- Till Radiohjälpen: 411 413 kronor.[38]
- TV-tittare: 2 921 000 tittare.[33]

## Final: Solna
Finalen sändes från Friends Arena i Solna, lördagen den 12 mars. Gina Dirawi och William Spetz var programledare för sändningen.
I finalen tävlade 12 bidrag om segern. Åtta av dessa röstades vidare direkt från deltävlingarna, medan övriga fyra skickades vidare av tittarna från uppsamlingsheatet Andra chansen. Resultatet avgjordes av 11 europeiska jurygrupper samt procentuell telefonröstning, som vardera delade ut 473 poäng till bidragen. Varje jurygrupp delade ut poängen 1, 2, 4, 6, 8, 10 och 12 poäng medan tittarnas poäng fördelades procentuellt utifrån hur många tittarröster varje bidrag fått. Om ett bidrag exempelvis fick 10 procent av tittarnas röster så skulle det också få 10 procent av tittarnas 473 poäng, poäng som avrundades uppåt. Likt övriga sändningar skedde tittarnas röstning genom telefon-, SMS- och applikationsröstning.
De röstande juryländerna med tillhörande poängpresentatörer meddelades av Sveriges Television den 10 mars.

### Startlista
Bidragen listas nedan i startordning.
| Nr | Artist          | Låt                    | Upphovsmän (Text & musik)                                                                     | Deltävl. |
| -- | --------------- | ---------------------- | --------------------------------------------------------------------------------------------- | -------- |
| 1  | Panetoz         | Håll om mig hårt       | Jimmy Jansson, Karl-Ola Kjellholm, Jakke Erixson, Pa Modou Badjie, Njol Badjie, Nebeyu Baheru | AC (4)   |
| 2  | Lisa Ajax       | My Heart Wants Me Dead | Linnea Deb, Joy Deb, Anton Hård af Segerstad, Nikki Flores, Sara Forsberg                     | 3        |
| 3  | David Lindgren  | We Are Your Tomorrow   | Anderz Wrethov, Sharon Vaughn, Gustav Efraimsson                                              | 2        |
| 4  | SaRaha          | Kizunguzungu           | Anderz Wrethov, Sara "SaRaha" Larsson, Arash Labaf                                            | AC (3)   |
| 5  | Oscar Zia       | Human                  | Oscar Zia, Victor Thell, Maria Smith                                                          | 3        |
| 6  | Ace Wilder      | Don't Worry            | Joy Deb, Linnea Deb, Anton Hård af Segerstad, Ace Wilder                                      | 1        |
| 7  | Robin Bengtsson | Constellation Prize    | Bobby Ljunggren, Henrik Wikström, Mark Hole, Martin Eriksson                                  | 1        |
| 8  | Molly Sandén    | Youniverse             | Molly Sandén, Danny Saucedo, John Alexis                                                      | 4        |
| 9  | Boris René      | Put Your Love On Me    | Boris René, Tobias Lundgren, Tim Larsson                                                      | AC (3)   |
| 10 | Frans           | If I Were Sorry        | Oscar Fogelström, Michael Saxell, Fredrik Andersson, Frans Jeppsson Wall                      | 4        |
| 11 | Wiktoria        | Save Me                | Jens Siverstedt, Jonas Wallin, Lauren Dyson                                                   | 2        |
| 12 | Samir & Viktor  | Bada nakna             | Fredrik Kempe, David Kreuger, Anderz Wrethov                                                  | AC (1)   |

### Poäng och placeringar[41][42]
| Nr | Bidrag                 | Bosnien-H. | Cypern | Belarus | Nederl. | Estland | Israel | Italien | Slovenien | Frankrike | Norge | Australien | Jury- poäng | Telefon-, SMS- och applikationsröster | Telefon-, SMS- och applikationsröster | Telefon-, SMS- och applikationsröster | Summa | Plac. |
| Nr | Bidrag                 | Bosnien-H. | Cypern | Belarus | Nederl. | Estland | Israel | Italien | Slovenien | Frankrike | Norge | Australien | Jury- poäng | Antal                                 | Andel                                 | Poäng                                 | Summa | Plac. |
| -- | ---------------------- | ---------- | ------ | ------- | ------- | ------- | ------ | ------- | --------- | --------- | ----- | ---------- | ----------- | ------------------------------------- | ------------------------------------- | ------------------------------------- | ----- | ----- |
| 1  | Håll Om Mig Hårt       | –          | 6      | –       | –       | –       | –      | –       | 2         | 4         | 2     | –          | 14          | 1 033 326                             | 8,2%                                  | 39                                    | 53    | 8     |
| 2  | My Heart Wants Me Dead | –          | –      | 6       | –       | 2       | –      | 6       | 1         | 6         | –     | 2          | 23          | 876 209                               | 7,0%                                  | 33                                    | 56    | 7     |
| 3  | We Are Your Tomorrow   | 1          | –      | 4       | –       | –       | 2      | –       | 4         | –         | –     | –          | 11          | 739 125                               | 5,9%                                  | 28                                    | 39    | 11    |
| 4  | Kizunguzungu           | –          | –      | –       | –       | 4       | 6      | –       | –         | –         | –     | 1          | 11          | 971 097                               | 7,6%                                  | 36                                    | 47    | 9     |
| 5  | Human                  | 10         | 10     | 12      | 1       | 6       | 10     | 8       | 10        | 2         | 10    | 10         | 89          | 1 150 943                             | 9,1%                                  | 43                                    | 132   | 2     |
| 6  | Don't Worry            | 8          | 2      | 8       | 12      | 8       | 4      | 12      | 12        | 1         | 4     | 12         | 83          | 933 756                               | 7,4%                                  | 35                                    | 118   | 3     |
| 7  | Constellation Prize    | 4          | 8      | –       | 8       | 1       | –      | 4       | –         | 10        | 1     | 4          | 40          | 1 142 783                             | 9,1%                                  | 43                                    | 83    | 5     |
| 8  | Youniverse             | 6          | 4      | 2       | 2       | 10      | –      | 1       | –         | –         | 8     | 6          | 39          | 988 640                               | 7,8%                                  | 37                                    | 76    | 6     |
| 9  | Put Your Love On Me    | –          | –      | 1       | 4       | –       | 1      | –       | –         | –         | –     | –          | 6           | 931 166                               | 7,4%                                  | 35                                    | 41    | 10    |
| 10 | If I Were Sorry        | 12         | 12     | –       | 10      | 12      | 8      | 10      | 6         | 12        | 6     | –          | 88          | 1 815 697                             | 14,4%                                 | 68                                    | 156   | 1     |
| 11 | Save Me                | 2          | 1      | 10      | 6       | –       | 12     | 2       | 8         | 8         | 12    | 8          | 69          | 1 206 130                             | 9,5%                                  | 45                                    | 114   | 4     |
| 12 | Bada Nakna             | –          | –      | –       | –       | –       | –      | –       | –         | –         | –     | –          | 0           | 845 605                               | 6,6%                                  | 31                                    | 31    | 12    |

#### Juryuppläsare
Följande personer läste upp juryländernas poäng i finalen:
- Australien: Stephanie Werrett
- Bosnien och Hercegovina: Dejan Kukrić
- Cypern: Klitos Klitou
- Estland: Mart Normet
- Frankrike: Bruno Berberes
- Israel: Tali Eshkoli
- Italien: Nicola Caligiore
- Nederländerna: Daniel Dekker
- Norge: Stig Karlsen
- Slovenien: Maja Keuc
- Belarus: Olga Salamakha

Samtliga poänguppläsare, utom Norges och delvis Sloveniens poänguppläsare, meddelade poängen på engelska (de två andra meddelade poängen på norska respektive svenska). Alla poänguppläsare sade dock fraser på svenska. För första gången återupprepade inte programledarna poänguppläsarnas poäng (alltså att säga samma låt och poäng två gånger), undantaget för bidraget som jurygruppen hade gett 12 poäng till.

### Siffror
- Telefon-, SMS- och applikationsröster: 12 634 477 röster (nytt rekord för en deltävling/final[43]).
- Till Radiohjälpen: 2 174 489 kronor.
- TV-tittare: 3 464 000 tittare.[33]

### Fotnoter
1. 1 2 3 4 5 6  ”Anna Books bidrag ”Himmel för två” diskvalificeras från Melodifestivalen 2016”. Sveriges Television. 4 februari 2016. http://www.svt.se/melodifestivalen/anna-books-bidrag-himmel-for-tva-diskvalificeras-fran-melodifestivalen-2016. Läst 4 februari 2016.
2. ↑  Albinsson, Mathilde (22 januari 2016). ”Gardells schlagerskola gör comeback i Melodifestivalen 2016”. Sveriges Television. http://www.svt.se/melodifestivalen/gardells-schlagerskola-gor-comeback-i-melodifestivalen. Läst 6 februari 2016.
3. ↑  Palmér, Saga (5 februari 2016). ”Sveriges skådespelarelit hyllar Melodifestivalen 2016”. Sveriges Television. http://www.svt.se/melodifestivalen/sveriges-skadespelarelit-hyllar-melodifestivalen-2016. Läst 12 februari 2016.
4. 1 2 3 4  Petersson, Emma; Källman, Pär (5 februari 2016). ”Ambitionen: Anna Book sjunger i första deltävlingen i Melodifestivalen 2016”. Sveriges Television. http://www.svt.se/melodifestivalen/anna-book-sjunger-i-forsta-deltavlingen-i-melodifestivalen-2016. Läst 5 februari 2016.
5. ↑  Petersson, Emma (5 februari 2016). ”Minut för minut – så blir Melodifestivalen 2016 i Göteborg: Deltävling ett”. Sveriges Television. http://www.svt.se/melodifestivalen/minut-for-minut-sa-blir-melodifestivalen-2016-i-goteborg-deltavling-ett. Läst 6 februari 2016.
6. 1 2 3 4  Petersson, Emma (3 februari 2016). ”Så blir Charlotte Perrellis nya roll i Melodifestivalen 2016”. http://www.svt.se/melodifestivalen/sa-blir-charlotte-perrellis-nya-roll-i-melodifestivalen-2016. Läst 3 februari 2016.
7. 1 2  ”Dags att börja skriva låtar till Melodifestivalen 2016”. Sveriges Television. 26 juni 2015. http://www.svt.se/melodifestivalen/dags-att-borja-skriva-latar-till-melodifestivalen-2016. Läst 3 juli 2015.
8. 1 2  ”Melodifestivalerbjudande till Svensktoppen nästa-finalist”. Sveriges Radio. 17 mars 2015. http://sverigesradio.se/sida/artikel.aspx?programid=3147&artikel=6118728. Läst 27 mars 2015.
9. 1 2  Ljung, Rebecka (15 mars 2015). ”Trots kaoset: Appen tillbaka i Melodifestivalen nästa år”. Aftonbladet. http://www.aftonbladet.se/nojesbladet/melodifestivalen/article20471963.ab. Läst 18 maj 2015.
10. 1 2  Storvik-Green, Simon; Roxburgh, Gordon (24 maj 2015). ”SWEDEN WINS 2015 EUROVISION SONG CONTEST”. EBU. http://www.eurovision.tv/page/news?id=sweden_wins_2015_eurovision_song_contest. Läst 24 maj 2015.
11. ↑  Burström, Hasse (8 juli 2015). ”Nu är det klart – inget Eurovision i Sandviken”. Sveriges Television. http://www.svt.se/nyheter/nu-ar-det-klart-de-arrangerar-eurovision-2016. Läst 8 juli 2015.
12. ↑  [www.eurovision.tv/page/history/by-year/contest?event=2113 ”Eurovision Song Contest 2016 Grand Final”]. www.eurovision.tv/page/history/by-year/contest?event=2113. Läst 14 maj 2016.
13. ↑  "Är SvTs Mellosatsning på Youtube ojuste konkurrens?", Medierna, Sveriges radio, 15 februari 2016. Åtkomst den 11 mars 2016.
14. 1 2 3  Dahlander, Gustav (15 september 2015). ”Hit kommer Melodifestivalen 2016 – se alla städerna”. Sveriges Television. http://www.svt.se/melodifestivalen/har-ar-staderna-for-melodifestivalen-2016. Läst 15 september 2015.
15. 1 2  ”Inför 2016: Hon tar över Melodifestivalen”. Sveriges Television. 15 september 2015. http://www.svt.se/melodifestivalen/hon-ska-ta-melodifestivalen-2016-till-nya-hojder. Läst 15 september 2015.
16. 1 2 3 4  ”Inbjudan till Melodifestivalen 2016”. Sveriges Television. 26 juni 2015. Arkiverad från originalet den 4 juli 2015. https://web.archive.org/web/20150704123010/http://www.svt.se/melodifestivalen/article3060958.svt/binary/Inbjudan%20till%20Melodifestivalen%202016.pdf. Läst 3 juli 2015.
17. 1 2  Dahlander, Gustav; Källman, Pär (16 september 2015). ”Nu är låtarna till Melodifestivalen 2016 på plats”. Sveriges Television. http://www.svt.se/melodifestivalen/nu-ar-latarna-till-melodifestivalen-2016-pa-plats. Läst 16 september 2015.
18. 1 2 3 4 5 6 7 8  Källman, Pär (17 november 2015). ”Gina Dirawi och stjärngänget: Här är programledarna för Melodifestivalen 2016”. Sveriges Television. http://www.svt.se/melodifestivalen/har-ar-programledarna-for-melodifestivalen-2016-gina-dirawi-petra-mede-charlotte-perrelli-henrik-schyffert-sarah-dawn-finer-ola-salo-peter-joback-och-william-spetz. Läst 17 november 2015.
19. 1 2 3  Albinsson, Mathilde (26 januari 2016). ”Nya regler: Så funkar appen i Melodifestivalen 2016”. Sveriges Television. http://www.svt.se/melodifestivalen/nya-regler-sa-funkar-appen-i-melodifestivalen-2016. Läst 26 januari 2016.
20. 1 2  Petersson, Emma; Dahlander, Gustav (22 januari 2016). ”Här är scenen i Melodifestivalen 2016”. Sveriges Television. http://www.svt.se/melodifestivalen/har-ar-scenen-i-melodifestivalen-2016. Läst 26 januari 2016.
21. 1 2  Petersson, Emma (14 januari 2016). ”De valde låtarna – här är Melodifestivalens urvalsjury 2016”. Sveriges Television. http://www.svt.se/melodifestivalen/de-valde-latarna-har-ar-melodifestivalens-urvalsjury-2016. Läst 26 januari 2016.
22. ↑  Forsén, Frida (6 februari 2016). ”Hyllningen av Anna Book i Melodifestivalen”. Sveriges Television. http://www.svt.se/melodifestivalen/massiva-hyllningen-av-anna-book-i-melodifestivalen. Läst 7 februari 2016.
23. 1 2  ”Så här skickar du in din låt till Melodifestivalen 2016”. Sveriges Television. 1 september 2015. http://www.svt.se/melodifestivalen/sa-har-skickar-du-in-din-lat-till-melodifestivalen-2016. Läst 6 september 2015.
24. 1 2  ”Michael Fannon vann Svensktoppen nästa”. Sveriges Radio. 6 september 2015. http://sverigesradio.se/sida/artikel.aspx?programid=3147&artikel=6248616. Läst 6 september 2015.
25. ↑  Dahlander, Gustav (27 oktober 2015). ”Här är Melodifestivalens nya logotyp – inför jubileumsåret 2016”. Sveriges Television. http://www.svt.se/melodifestivalen/infor-jubileumsaret-2016-har-ar-melodifestivalens-nya-logotyp. Läst 27 oktober 2015.
26. ↑  ”Melodifestivalen 2016”. Livenation.se. Arkiverad från originalet den 24 oktober 2015. https://web.archive.org/web/20151024170627/http://www.livenation.se/artist/melodifestivalen-2016-tickets. Läst 23 oktober 2015.
27. 1 2  Laufer, Gil (23 november 2015). ”Sweden: Melodifestivalen 2016 artists to be presented on 30 November”. ESCToday.com. http://esctoday.com/106963/sweden-melodifestivalen-2016-artists-to-be-presented-on-wednesday/. Läst 23 november 2015.
28. 1 2 3 4 5  Dahlander, Gustav (30 november 2015). ”Artisterna i Melodifestivalen 2016: Hela listan – så blir deltävlingarna”. Sveriges Television. http://www.svt.se/melodifestivalen/artisterna-i-melodifestivalen-2016-hela-listan-artister-som-ace-wilder-molly-sanden-samir-och-viktor-tavlar-i-goteborg-malmo-norrkoping-och-gavle. Läst 30 november 2015.
29. ↑  Dahlander, Gustav (21 december 2015). ”Missa inte: Melodifestivalens årskrönika 2015 – Måns Zelmerlöws väg till vinst”. Sveriges Television. http://www.svt.se/melodifestivalen/missa-inte-melodifestivalens-arskronika-2015-mans-zelmerlows-vag-till-vinst-med-heroes-i-eurovision-song-contest-2015-i-wien. Läst 1 januari 2016.
30. 1 2 3 4 5 6  Dahlander, Gustav (12 januari 2016). ”Från Samir & Viktor till Molly Sandén – startordningen i Melodifestivalen 2016”. Sveriges Television. http://www.svt.se/melodifestivalen/fran-samir-och-viktor-till-molly-sanden-startordningen-i-melodifestivalen-2016-oscar-zia-far-unik-plats. Läst 12 januari 2016.
31. 1 2 3 4 5  ”Hur röstar jag under direktsändningarna?”. Sveriges Radio. 6 februari 2016. http://sverigesradio.se/sida/gruppsida.aspx?programid=2023&grupp=19035&artikel=6362497. Läst 6 februari 2016.
32. 1 2  Petersson, Emma (6 februari 2016). ”Ace Wilder och Robin Bengtsson är i final i Melodifestivalen 2016”. Sveriges Television. http://www.svt.se/melodifestivalen/ace-wilder-med-don-t-worry-ar-i-final-i-melodifestivalen-2016. Läst 7 februari 2016.
33. 1 2 3 4 5 6  Mediamätning i Skandinavien
34. 1 2  Petersson, Emma (13 februari 2016). ”David Lindgren och Wiktoria är i final i Melodifestivalen 2016”. Sveriges Television. http://www.svt.se/melodifestivalen/david-lindgren-och-wiktoria-ar-i-final-i-melodifestivalen-2016. Läst 14 februari 2016.
35. 1 2  Petersson, Emma (20 februari 2016). ”Oscar Zia och Lisa Ajax är i final i Melodifestivalen 2016”. Sveriges Television. http://www.svt.se/melodifestivalen/oscar-zia-och-lisa-ajax-ar-i-final-i-melodifestivalen-2016. Läst 20 februari 2016.
36. 1 2  Petersson, Emma (27 februari 2016). ”Molly Sandén och Frans är i final i Melodifestivalen 2016”. Sveriges Television. http://www.svt.se/melodifestivalen/molly-sanden-och-frans-ar-i-final-i-melodifestivalen-2016. Läst 28 februari 2016.
37. 1 2 3  Källman, Pär (27 februari 2016). ”Melodifestivalen 2016: Så blir startordningen i Andra chansen”. Sveriges Television. http://www.svt.se/melodifestivalen/melodifestivalen-2016-sa-blir-startordningen-i-andra-chansen. Läst 28 februari 2016.
38. 1 2 3  Petersson, Emma (5 mars 2016). ”Panetoz, SaRaha, Boris René och Samir & Viktor är i final i Melodifestivalen 2016”. Sveriges Television. http://www.svt.se/melodifestivalen/panetoz-ar-i-final-i-melodifestivalen-2016-och-kommer-inleda-hela-finalen. Läst 5 mars 2016.
39. 1 2  Petersson, Emma (10 mars 2016). ”Här är den internationella juryn i finalen av Melodifestivalen 2016”. Sveriges Television. http://www.svt.se/melodifestivalen/har-ar-den-internationella-juryn-i-finalen-av-melodifestivalen-2016. Läst 10 mars 2016.
40. ↑  Petersson, Emma (5 mars 2016). ”Här är startordningen i Melodifestivalens final 2016”. Sveriges Television. http://www.svt.se/melodifestivalen/har-ar-startordningen-i-melodifestivalens-final-2016-i-friends-arena-i-stockholm-med-artister-som-frans-molly-sanden-robin-bengtsson-ace-wilder-david-lindgren-wiktoria-lisa-ajax-och-oscar-zia. Läst 5 mars 2016.
41. ↑  ”Melodifestivalen 2016 krossar alla röstningsrekord med 12 miljoner röster”. http://www.svt.se/melodifestivalen/melodifestivalen-2016-krossar-alla-rostningsrekord-med-12-miljoner-roster. Läst 12 mars 2016.
42. ↑  ”Frans är vinnaren i Melodifestivalen 2016”. http://www.svt.se/melodifestivalen/frans-ar-vinnaren-i-melodifestivalen-2016. Läst 12 mars 2016.
43. ↑  ”Se alla röstningssiffror: Så tog Frans över i Melodifestivalen 2016”. svt.se. http://www.svt.se/melodifestivalen/alla-rostningssiffror-sa-tog-frans-jeppsson-wall-och-if-i-were-sorry-over-melodifestivalen-2016. Läst 16 mars 2016.